# Mustela nudipes
Mustela nudipes là một loài động vật có vú trong họ Chồn, bộ Ăn thịt. Loài này được Desmarest mô tả năm 1822.
Loài này sinh sống ở Brunei, Indonesia, Malaysia, và Thái Lan. Loài này được đánh giá là "loài ít quan tâm" bởi Sách đỏ IUCN. Chồn Mã Lai có chiều dài cơ thể của 12-14 inch (30–36 cm) và đuôi dài của 9,4-10,2 inch

## Hình ảnh

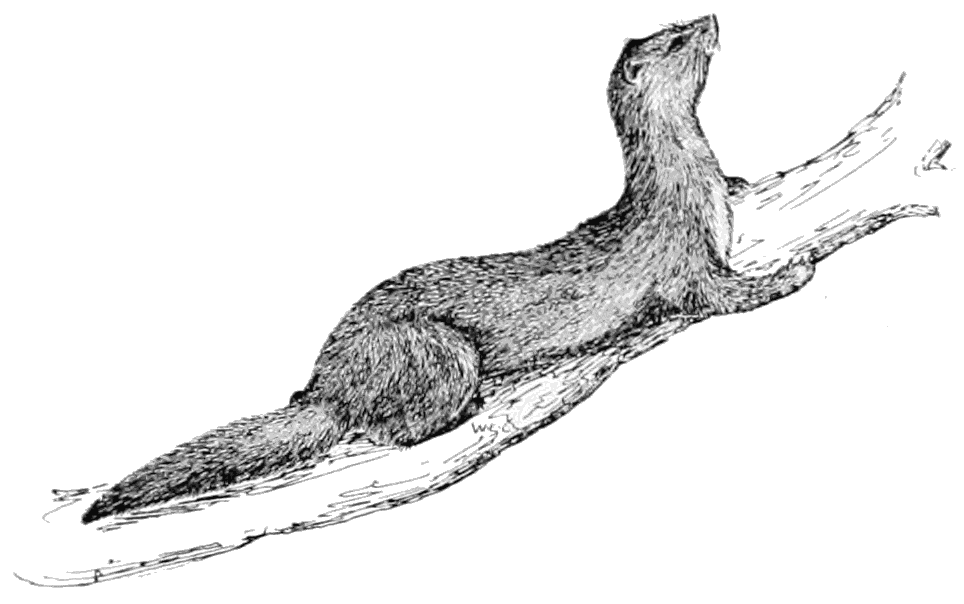
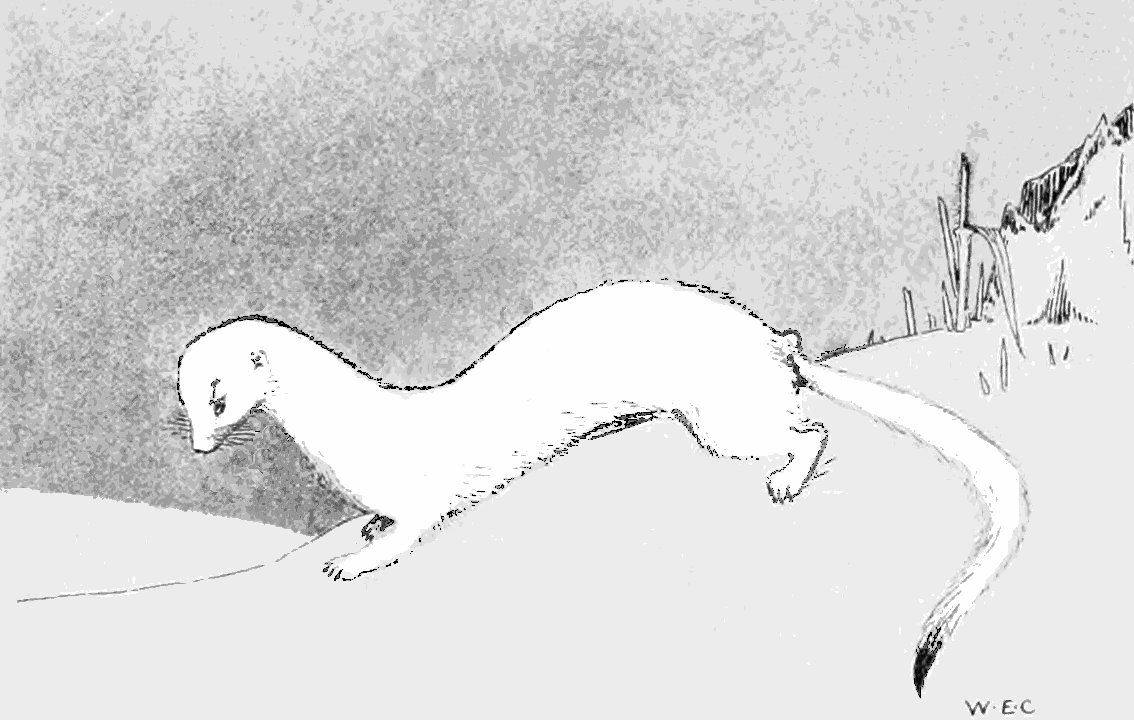
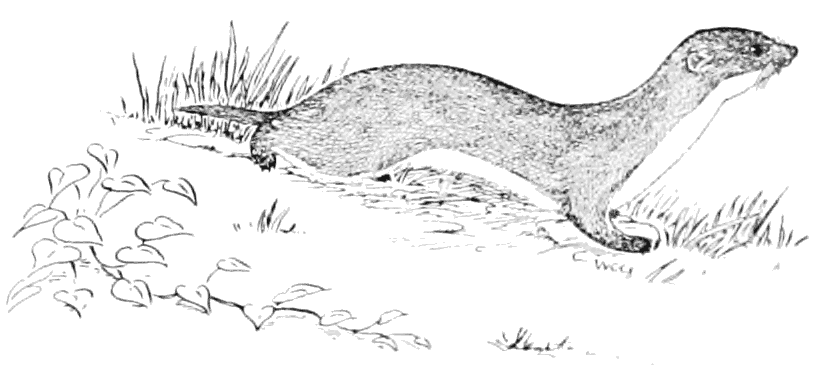
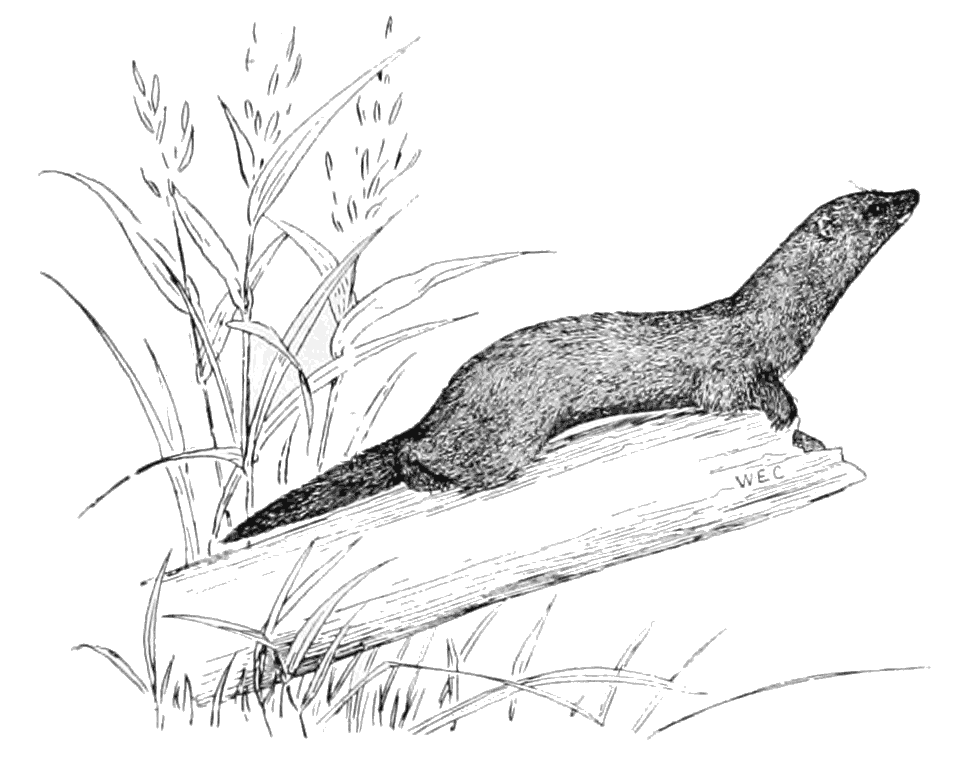